# 帕尔马里斯-保利斯塔
帕尔马里斯-保利斯塔是巴西圣保罗州的一个市镇。总面积82.228平方公里，总人口10521人，人口密度127.9人/平方公里。